# سو یوره
سو یوره ((به لاتین: Suo jure))، اصطلاحی حقوقی به زبان لاتین که به معنای «به واسطه حق خود» که زمانی به کار می‌رفت که شخص می‌توانست به واسطه حقی به واسطه میراثی که داشت، عنوان یا القاب نجیب‌زادگی دریافت کند. برای مثال می‌توان به الینور د آکوتین، ماری بورگوندی و ماریا ترزا اشاره کرد.